# Abacaté
Abacaté (pl. Abacatés), jedno od izumrlih plemena iz brazilske države Amazonas s rijeke Erena (jedne pritoke Madeire), koje spominje S. de Vasconcellos. Njihovo ime oznaćava i voće abacate (avokado), plod biljke Persea gratissima.